# Sergei Dmitriyevich Borodin
Sergei Dmitriyevich Borodin (tiếng Nga: Серге́й Дмитриевич Бородин; sinh ngày 19 tháng 10 năm 1988) là một cầu thủ bóng đá người Nga. Anh thi đấu cho FC Murom.